# Slim Aarons
Slim Aarons  (* 29. Oktober 1916 in New York City; † 29. Mai 2006 in Montrose, New York, eigentlich George Allen Aarons) war ein US-amerikanischer Fotograf, der vorwiegend Schauspieler, Aristokraten, Jetsetter und andere Berühmtheiten fotografierte.

## Karriere als Fotograf
Mit 18 Jahren wurde Aarons für die United States Army angeworben, arbeitete als Fotograf in West Point und später als Fotograf im Zweiten Weltkrieg und erhielt einen Purple-Heart-Orden.
Nach dem Krieg zog Aarons nach Kalifornien und begann Prominente zu fotografieren. Silvester 1957 schoss er in Kalifornien sein vielgepriesenes  Foto Könige von Hollywood, auf dem  Clark Gable, Van Heflin, Gary Cooper und James Stewart sich in einer Bar in formeller Kleidung entspannen. Aarons Arbeiten erschienen in Life, Town & Country und diversen Urlaubsmagazinen.
Aarons soll nie die Hilfe von Stylisten oder Maskenbildnern in Anspruch genommen haben.
In Alfred Hitchcocks Film Das Fenster zum Hof, dessen Hauptfigur ein Fotograf ist, der von Jimmy Stewart gespielt wird, bildet Aarons Wohnung die Vorlage für die Filmwohnung.
Aarons starb 2006 an Komplikationen nach einem Schlaganfall.